# Finale della Coppa UEFA 1985-1986
La finale della 15ª edizione della Coppa UEFA fu disputata in gara d'andata e ritorno tra Colonia e Real Madrid. Il 30 aprile 1986 al Santiago Bernabéu di Madrid la partita, arbitrata dall'inglese George Courtney, finì 5-1.
La gara di ritorno si disputò dopo una settimana all'Olympiastadion di Berlino e fu arbitrata dallo scozzese Bob Valentine. Il match terminò 2-0 e ad aggiudicarsi il trofeo fu la squadra spagnola.

## Le squadre
| Squadre     | Partecipazioni precedenti (il grassetto indica la vittoria) |
| ----------- | ----------------------------------------------------------- |
| Real Madrid | 1 (1985)                                                    |
| Colonia     | Nessuna                                                     |

## Il cammino verso la finale
Il Real Madrid di Luis Molowny, campione in carica, esordì contro i greci dell'AEK Atene vincendo con un risultato aggregato di 5-1. Nel secondo turno gli spagnoli affrontarono i sovietici del Čornomorec', battendoli con un risultato complessivo di 2-1. Agli ottavi di finale i tedeschi occidentali del Borussia M'gladbach furono superati solo grazie alla regola dei gol fuori casa in virtù della sconfitta per 5-1 rimediata in Germania Ovest e del 4-0 rifilato a Madrid. Ai quarti i Blancos affrontarono gli svizzeri del Neuchâtel Xamax, battendoli in casa 3-0 e perdendo in trasferta per 2-0. In semifinale, così come l'anno precedente, gli italiani dell'Inter vinsero all'andata 3-1 a San Siro, ma furono rimontati in Spagna per 5-1 dopo i tempi supplementari.
Il Colonia di Georg Kessler iniziò il cammino europeo contro gli spagnoli dello Sporting Gijón vincendo con un risultato complessivo di 2-1. Nel secondo turno i tedeschi affrontarono i cecoslovacchi del Bohemians ČKD Praga, battendoli col risultato totale di 8-2. Agli ottavi gli svedesi dell'Hammarby vinsero all'andata 2-1 ma furono rimontati a Colonia per 3-1. Ai quarti di finale i Geißböcke affrontarono i portoghesi dello Sporting Lisbona e passarono il turno grazie alla vittoria complessiva per 3-1. In semifinale i sorprendenti belgi del Waregem furono superati in virtù della vittoria in casa per 4-0 e del rocambolesco pareggio esterno per 3-3, con Klaus Allofs autore complessivamente di cinque gol.

## Le partite
A Madrid va in scena la finale d'andata tra il Real, che si è reso protagonista di entusiasmanti rimonte al Bernabéu a fronte di pessime prestazioni fuori casa, e il Colonia, nota per essere l'eterna semifinalista e giunta per la prima volta in finale di una coppa europea. Alla mezz'ora il capocannoniere del torneo Allofs gela il pubblico madridista con un gol scaturito da azione di contropiede. Nemmeno dieci minuti dopo sale in cattedra il Real Madrid e i gol di Hugo Sánchez, Rafael Gordillo, Jorge Valdano e Santillana chiudono virtualmente i giochi già nella partita d'andata.
Dopo una settimana, a Berlino, davanti a poco più di ventimila spettatori, il Colonia salva l'onore battendo il Madrid per 2-0 coi gol di Uwe Bein e Geilenkirchen. Per la prima volta, dall'edizione 1963 quando ancora si chiamava Coppa delle Fiere, una squadra campione in carica bissa il successo.

## Tabellini

### Andata
| Arbitro: | George Courtney |

|                                                          |           |            |
| Sánchez 38’ Gordillo 42’ Valdano 52’, 84’ Santillana 89’ | Marcatori | 29’ Allofs |

| Real Madrid | Colonia |

| Real Madrid   |    |                       |  |     |
|               |    |                       |  |     |
| P             | 1  | Agustín Rodríguez     |  |     |
| D             | 2  | José Antonio Salguero |  |     |
| D             | 6  | Jesús Ángel Solana    |  |     |
| D             | 3  | José Antonio Camacho  |  |     |
| D             | 4  | Juanito               |  |     |
| C             | 5  | Martín Vázquez        |  | 81’ |
| C             | 7  | Rafael Gordillo       |  |     |
| C             | 8  | Míchel                |  |     |
| C             | 11 | Jorge Valdano         |  |     |
| A             | 10 | Emilio Butragueño     |  |     |
| A             | 9  | Hugo Sánchez          |  |     |
| Sostituzioni: |    |                       |  |     |
| A             | 15 | Santillana            |  | 81’ |
| Allenatore:   |    |                       |  |     |
| Luis Molowny  |    |                       |  |     |

| Colonia       |    |                    |  |     |
|               |    |                    |  |     |
|               |    |                    |  |     |
| P             | 1  | Harald Schumacher  |  |     |
| D             | 2  | Andreas Gielchen   |  |     |
| D             | 3  | Karlheinz Geils    |  |     |
| D             | 4  | Paul Steiner       |  |     |
| D             | 5  | Dieter Prestin     |  |     |
| C             | 6  | Ralf Geilenkirchen |  |     |
| C             | 11 | Mathias Hönerbach  |  |     |
| C             | 8  | Uwe Bein           |  | 70’ |
| C             | 10 | Olaf Janßen        |  |     |
| A             | 7  | Pierre Littbarski  |  | 83’ |
| A             | 9  | Klaus Allofs       |  |     |
| Sostituzioni: |    |                    |  |     |
| C             | 15 | Thomas Häßler      |  | 70’ |
| A             | 14 | Norbert Dickel     |  | 83’ |
| Allenatore:   |    |                    |  |     |
| Georg Keßler  |    |                    |  |     |

### Ritorno
| Arbitro: | Bob Valentine |

|                            |           |  |
| Bein 23’ Geilenkirchen 71’ | Marcatori |  |

| Colonia | Real Madrid |

| Colonia       |    |                    |             |     |
|               |    |                    |             |     |
|               |    |                    |             |     |
| P             | 1  | Harald Schumacher  |             |     |
| D             | 6  | Andreas Gielchen   |             |     |
| D             | 4  | Dieter Prestin     |             |     |
| D             | 5  | Paul Steiner       | Ammonizione |     |
| C             | 2  | Karlheinz Geils    | Ammonizione | 83’ |
| C             | 3  | Ralf Geilenkirchen |             |     |
| C             | 11 | Mathias Hönerbach  | Ammonizione |     |
| C             | 10 | Uwe Bein           |             |     |
| C             | 8  | Olaf Janßen        |             | 58’ |
| A             | 7  | Pierre Littbarski  |             |     |
| A             | 9  | Klaus Allofs       |             |     |
| Sostituzioni: |    |                    |             |     |
| D             | 12 | David Pizanti      |             | 58’ |
| C             | 13 | Robert Schmitz     |             | 83’ |
| Allenatore:   |    |                    |             |     |
| Georg Keßler  |    |                    |             |     |

| Real Madrid   |    |                      |             |     |
|               |    |                      |             |     |
| P             | 1  | Agustín Rodríguez    |             |     |
| D             | 2  | Chendo               |             |     |
| D             | 3  | José Antonio Camacho |             |     |
| D             | 5  | Jesús Ángel Solana   |             |     |
| D             | 4  | Antonio Maceda       |             |     |
| C             | 6  | Jorge Valdano        | Ammonizione |     |
| C             | 7  | Ricardo Gallego      | Ammonizione |     |
| C             | 8  | Míchel               | Ammonizione |     |
| C             | 11 | Rafael Gordillo      |             |     |
| A             | 10 | Emilio Butragueño    |             | 88’ |
| A             | 9  | Hugo Sánchez         |             | 20’ |
| Sostituzioni: |    |                      |             |     |
| A             | 15 | Santillana           |             | 20’ |
| A             | 14 | Juanito              |             | 88’ |
| Allenatore:   |    |                      |             |     |
| Luis Molowny  |    |                      |             |     |